# Guillermo Rivero
Guillermo Rivero Gatten (Lima, Perú, 1890-La Oroya, Perú, 28 de abril de 1990) fue un futbolista y  entrenador peruano. Jugaba de delantero y desempeñó toda su etapa en el fútbol en el Club Alianza Lima, equipo de la Liga Peruana de Fútbol. Tras retirarse de la práctica del fútbol, se convirtió en el primer entrenador en la historia de Alianza Lima.

## Trayectoria

### Carrera como jugador
Guillermo Rivero se unió a Alianza Lima, entonces llamada Sport Alianza, en diciembre de 1912. Ganó el campeonato peruano cuatro veces, haciendo el doblete dos veces, primero en 1918 y 1919 (donde terminó como máximo goleador esas veces) y luego en 1927 y 1928. Con 69 goles anotados para el club blanquiazul, es uno de sus primeros ídolos.

### Carrera como entrenador
Fue entrenador-jugador cuando Alianza Lima ganó el campeonato de 1927 campeonato de 1928, donde ganó tres campeonatos consecutivos más al frente del club en 1931, 1932 y 1933.

## Clubes
Se desempeñó en los siguientes clubes:

### Como jugador
| Club         | País | Año       |
| ------------ | ---- | --------- |
| Alianza Lima | Perú | 1912-1928 |

### Como entrenador
| Club         | País | Año       |
| ------------ | ---- | --------- |
| Alianza Lima | Perú | 1928-1934 |

## Estadísticas
| Temporada | Club         | País  | Campeonato | Campeonato | Campeonato | Copas nacionales | Copas nacionales | Total    | Total |
| Temporada | Club         | País  | División   | Partidos   | Goles      | Partidos         | Goles            | Partidos | Goles |
| --------- | ------------ | ----- | ---------- | ---------- | ---------- | ---------------- | ---------------- | -------- | ----- |
| 1912      | Alianza Lima | Perú  | Division 1 | 3          | 0          | -                | -                | 0        | 0     |
| 1913      | Alianza Lima | Perú  | Division 1 | 8          | 2          | -                | -                | 8        | 2     |
| 1914      | Alianza Lima | Perú  | Division 1 | 13         | 3          | 1                | 0                | 14       | 3     |
| 1915      | Alianza Lima | Perú  | Division 1 | 8          | 4          | -                | -                | 8        | 4     |
| 1916      | Alianza Lima | Perú  | Division 1 | 15         | 6          | -                | -                | 15       | 6     |
| 1917      | Alianza Lima | Perú  | Division 1 | 22         | 10         | -                | -                | 22       | 10    |
| 1918      | Alianza Lima | Perú  | Division 1 | 23         | 18         | 3                | 1                | 26       | 19    |
| 1919      | Alianza Lima | Perú  | Division 1 | 24         | 15         | 1                | 0                | 25       | 15    |
| 1920      | Alianza Lima | Perú  | Division 1 | 16         | 8          | -                | -                | 16       | 8     |
| 1921      | Alianza Lima | Perú  | Division 1 | 19         | 7          | -                | -                | 19       | 7     |
| 1926      | Alianza Lima | Perú  | Division 1 | 4          | 1          | 2                | 1                | 6        | 2     |
| 1927      | Alianza Lima | Perú  | Division 1 | 1          | 1          | -                | -                | 1        | 1     |
| 1928      | Alianza Lima | Perú  | Division 1 | 3          | 1          | -                | -                | 3        | 1     |
| Total     | Total        | Total | Total      | 158        | 76         | 7                | 2                | 165      | 78    |

## Palmarés

### Como jugador
| Título                     | Club         | País | Año  |
| -------------------------- | ------------ | ---- | ---- |
| Primera División del Perú  | Alianza Lima | Perú | 1918 |
| Primera División del Perú  | Alianza Lima | Perú | 1919 |
| Copa de Campeones del Perú | Alianza Lima | Perú | 1919 |
| Primera División del Perú  | Alianza Lima | Perú | 1927 |
| Primera División del Perú  | Alianza Lima | Perú | 1928 |

### Como entrenador
| Título                            | Club         | País | Año  | PD |
| --------------------------------- | ------------ | ---- | ---- | -- |
| Primera División del Perú         | Alianza Lima | Perú | 1928 | 14 |
| Primera División del Perú         | Alianza Lima | Perú | 1931 | 11 |
| Torneo de Primeros Equipos (Perú) | Alianza Lima | Perú | 1931 | 11 |
| Primera División del Perú         | Alianza Lima | Perú | 1932 | 7  |
| Torneo de Primeros Equipos (Perú) | Alianza Lima | Perú | 1932 | 7  |
| Primera División del Perú         | Alianza Lima | Perú | 1933 | 9  |
| Torneo de Primeros Equipos (Perú) | Alianza Lima | Perú | 1933 | 9  |